# Bucoides erichsoni
Bucoides erichsoni är en skalbaggsart som beskrevs av Martins 1979. Bucoides erichsoni ingår i släktet Bucoides och familjen långhorningar. Inga underarter finns listade.